# الفونسو ارتا
الفونسو ارتا (انگلیسی: Alfonso Artabe؛ زادهٔ ۱۸ اوت ۱۹۸۸) بازیکن فوتبال اهل اسپانیا است.
از باشگاه‌هایی که در آن بازی کرده‌است می‌توان به باشگاه فوتبال رئال اویدو و باشگاه فوتبال سنت ترویدنس اشاره کرد.